# Bruno Telushi
Bruno Telushi (ur. 14 listopada 1990 we Wlorze) – albański piłkarz, były członek albańskich reprezentacji U-17 i U-21. Był także kapitanem klubu Flamurtari Wlora.